# 위키생물종
위키생물종(Wikispecies 위키스피시즈[*])은 위키미디어 재단의 지원을 받는 생물 분류 도감용 프로젝트이다.
위키백과나 위키낱말사전과 마찬가지로 위키 기반 온라인 프로젝트이다. 언어별 사이트를 따로 분리하지 않고, 위키미디어 공용처럼 각 페이지에 다국어를 함께 기재한다. 동물계, 식물계, 균계, 세균, 고균, 원생생물 등의 영역과, 세계의 종 및 변종에 이르기까지 모든 생물의 분류 목록을 자유 콘텐츠로 수집하고 있다. 전문적인 분야이기 때문에 일반 대중보다는 주로 과학자를 대상으로 하고 있다. 보통은 생물학 논문 등에서 체계화된 생물 분류 목록을 인용할 때 참고한다. 재단 설립자 지미 웨일스는 게시 전에 학위 증명서 사본을 재단에 보내는 일은 하지 않더라도 전문가가 보기에 괜찮은 내용을 게시하기 바란다고 하였다.
위키생물종 프로젝트는 2004년 8월에 시작되었다. 이후 전 세계의 생물학자들이 참여하여 2005년 5월, 린네 이후의 분류 체계 전반을 망라하고 위키백과 링크를 제공하는 "생물 종 데이터베이스"를 구축하는 틀을 갖추고 있다. 2007년 5월에 10000개 문서를 달성했다. 위키생물종의 저작권은 크리에이티브 커먼즈 저작자표시-동일조건변경허락 4.0(CC-BY-SA 4.0)을 따른다.

## 같이 보기
- 생명의 카탈로그
- 생명의 백과사전
- 생명의 나무 웹 프로젝트
- 온라인 백과사전 목록
- 플랜트 리스트